# إيمي باجشو
إيمي باجشو (بالإنجليزية: Amy Bagshaw)‏ هي لاعبة جمباز فني بريطانية، ولدت في 10 أكتوبر 1988.